# Izocitrát-dehidrogenáz
Az izocitrát-dehidrogenáz enzim (EC 1.1.1.42) (IDH)a citromsavciklusban vesz részt.
A folyamat harmadik lépését katalizálja:
az izocitrát oxidatív dekarboxilációját, melynek során alfa-ketoglutarát
és CO2 képződik, egy NAD+ molekula pedig NADH-vá alakul.
A folyamat kétlépcsős, első lépésben az izocitrát (szekunder alkohol) oxidálódik  oxálszukcináttá (keton), a második lépésben pedig a béta-karboxilcsoport dekarboxilálódik és a alfa-ketoglutarát jön létre.
Az enzim másik izoformája ugyanezt a reakciót katalizálja, de nem a citromsavciklusban, 
a citoszolban és a mitokondriumban is működik és NADP+-t használ kofaktorként NAD+ helyett. Ennek az enzimtípusnak a CAS-száma: [9028-48-2].

## Energetika
A reakció teljes energiamérlege -8,4 kJ/mol. Az IDH anélkül csökkenti az izocitrát Michaelis-állandóját (Km), hogy a maximális reakciósebesség) (Vmax) csökkenne.

## Szerkezet
A humán IDH enzim szerkezete ismert.
Tudjuk, hogy a fehérje 3 alegységből épül fel, allosztérikusan szabályozott és működéséhez beépült Mg2+ vagy Mn2+ ion szükséges. A legközelebbi ismert szerkezetű homológja a  E. coli  NADP-függő IDH-ja, melynek csak 2 alegysége van és  13%-ban azonos  29%-ban hasonló az aminosavsorrendje, tehát nem messze nem azonos a humán enzimmel.

## Szabályzás
A citromsavciklus IDH által katalizált reakciója visszafordíthatatlan a nagy negatív energiatöltet következtében, ezért pontosan szabályozni kell annak érdekében, hogy elkerüljük az izocitrát raktárak kimerülését (és az alfa-ketoglutarát felgyülemlését). 
A reakciót serkenti a szubsztrátok  (izocitrát, NAD+, Mg2+ / Ca2+) nagy koncentrációja, a termékek (NADH és alfa-ketoglutarát) gátolják, 
az ATP pedig kompetitív feedback-gátlással szabályozza.
|                                          | oxálacetát |     |               | malát    |          |                | fumarát        |         |               | szukcinát |  |                | szukcinil-CoA |               |
|                                          |            |     |               |          |          |                |                |         |               |           |  |                |               |               |
| NADH+ H+                                 | NAD+       |     | H2O           | ubikinol | ubikinon | CoA +ATP (GTP) | Pi + ADP (GDP) |         |               |           |  |                |               |               |
| \| acetil-CoA \| \| \| \| \| + \| H2O \| |            |     |               |          |          |                |                |         |               |           |  |                |               | NADH + H+ CO2 |
| CoA                                      | NAD+       |     |               |          |          |                |                |         |               |           |  |                |               |               |
|                                          |            |     | H2O           |          | H2O      |                |                | NAD(P)+ | NAD(P)H + H+  |           |  | CO2            |               |               |
|                                          |            |     |               |          |          |                |                |         |               |           |  |                |               |               |
| citrát                                   |            |     | cisz-akonitát |          |          | izocitrát      |                |         | oxálszukcinát |           |  | α-ketoglutarát |               |               |
| acetil-CoA                               |            |     |               |          |          |                |                |         |               |           |  |                |               |               |
|                                          | +          | H2O |               |          |          |                |                |         |               |           |  |                |               |               |

| acetil-CoA |   |     |
|            | + | H2O |